# Arturo Cattaneo
Arturo Cattaneo (Lugano, 2 agosto 1948) è un teologo svizzero specializzato nel diritto canonico.

## Biografia
Dopo l'ordinazione presbiterale nel 1979 quale sacerdote della Prelatura Opus Dei, consegue nel 1981 il Dottorato in Diritto canonico con una Tesi su “Questioni fondamentali della canonistica nel pensiero di Klaus Mörsdorf”, tesi che ricevette il premio straordinario della Facoltà di Diritto canonico dell’Università di Navarra e venne pubblicata nel 1986 da Ed. Eunsa. Nel 1992, conseguì la Licenza in Teologia nella Facoltà di Teologia dell’Università di Navarra, con una tesi (Il presbiterio della Chiesa particolare. Questioni canonistiche ed ecclesiologiche nei documenti del magistero e nel dibattito postconciliare che ricevette summa cum laude e fu pubblicata integralmente da Ediz. Giuffrè. Nel 2001, scrisse la tesi di Dottorato in Teologia sul tema "Chiesa locale. Sviluppi teologici postconciliari, pubblicazione parziale dalla Libreria Editrice Vaticana" con il titolo "La Chiesa locale". I fondamenti ecclesiologici e la missione nella teologia postconciliare, Roma 2003. Dal 1984 al 1994: professore della Facoltà di Diritto Canonico dell’Università di Navarra (Pamplona) dove insegna Teoria fondamentale del diritto canonico". Dal 1990 al 1992, è stato Direttore degli Studi e Formatore nel Seminario Internazionale di Bidasoa (Pamplona). Dal 1992 al 1997, è stato professore ordinario della Facoltà di Teologia di Lugano, dove ha insegnato Diritto canonico. Dal 1995 al 1999, è stato giudice ecclesiastico della diocesi di Coira (Svizzera). Dal 1997 al 2003, è stato docente di Ecclesiologia ed ecumenismo presso la Facoltà di Teologia della Pontificia Università della Santa Croce a Roma. Dal 2002 al 2003, è stato Direttore del Corso di cultura cristiana della famiglia e dell’educazione presso l’ISSR all’Apollinare (Pontificia Università della Santa Croce). Dal 2003 al 2010, è stato professore ordinario presso la Facoltà di Diritto canonico San Pio X (Venezia). Dal 2010, è Professore presso la Facoltà di Teologia di Lugano. Dal 2011, è membro della Commissione Teologica della Conferenza Episcopale Svizzera. Dal 2012, è membro del Consiglio per i Ricorsi Amministrativi della Diocesi di Lugano. Dal 2014, è Consultore del Pontificio Consiglio per i laici.

## Pensiero
Nelle sue opere, Arturo Cattaneo si è occupato, in un primo momento, delle questioni fondamentali del Diritto canonico, quali il suo statuto epistemologico e i suoi fondamenti ecclesiologici. In un secondo momento, ha centrato la sua attenzione sulla Chiesa locale e lo sviluppo dell’ecclesiologia postconciliare a tale riguardo. Si è inoltre occupato di diverse questioni pastorali, quali quelle inerenti al matrimonio e il sacramento della confessione.

## Opere
- Questioni fondamentali della canonistica nel pensiero di Klaus Mörsdorf, Ed. Eunsa, Pamplona 1986, 477 pp.
- Grundfragen des Kirchenrechtes bei Klaus Mörsdorf, Synthese und Ansätze einer Wertung, Ed. B.R. Grüner, Amsterdam 1991, 421 pp.
- Il presbiterio della Chiesa particolare. Questioni canonistiche ed ecclesiologiche nei documenti del magistero e nel dibattito postconciliare, Ed. Giuffrè, Milano 1993, 191 pp.
- 'Matrimonio d’amore. Tracce per un cammino di coppia, Con la collaborazione di Franca e Paolo Pugni, Ed. Ares, Collana Genitori & Figli/14, Milano 1997, 174 pp.
- Mündige Laien - Priesterlose Kirche?, in collaborazione con Manfred Hauke: A. Cattaneo è autore della prima parte: Laiendienste und Priesteramt. Geltendes Recht und kritische Bemerkungen zu gegenwärtigen Entwicklungen, Edizione Theologisches Forum Peterskirche, Wien 1997, 91 pp.
- ...Y vivieron felices. Apuntes para preparar y mantener siempre joven el matrimonio, con la collaborazione di Tomás Melendo y Lourdes Millán-Puelles, Ed. Palabra, Madrid 1998, 175 pp.
- ...i zyli dlugo i szczesliwie, Edizioni Apostolicum, Zabki 2001, 166 pp.
- La Chiesa locale. I fondamenti ecclesiologici e la sua missione nella teologia postconciliare, Libreria Editrice Vaticana, Città del Vaticano 2003, 347 pp.
- Unità e varietà nella comunione della Chiesa locale. Riflessioni ecclesiologiche e canonistiche, Marcianum Press, Venezia 2006, 334 pp.
- La varietà dei carismi nella Chiesa una e cattolica, Edizioni San Paolo, Cinisello Balsamo 2007, 176 pp.
- Die Ehe: Gabe und Aufgabe. Impulse zur Vorbereitung und zur ständigen Erneuerung, con Monika e Peter Lochner, Edizioni Nova & vetera, Bonn 2008, 139 pp.
- Fondamenti ecclesiologici del diritto canonico, con la collaborazione di Costantino-M. Fabris, Marcianum Press, Venezia 2011, 258 pp.
- Che svolta! Una guida per i giovani al sacramento della Confessione, con E. Coviello, Ed. Elledici, Torino 2015, pp. 63.